# 潭下镇 (灵川县)
潭下镇，是中华人民共和国广西壮族自治区桂林市灵川县下辖的一个乡镇级行政单位。

## 行政区划
潭下镇下辖以下地区：
潭下社区、老街村、潭下村、码头村、合群村、蔡岗村、枣木村、庄屋村、砖塘村、大义村、东头村、薛家村、大庙村、大泉村和合堡村。